# Zofia Badeńska
Sophie Pauline Henriette Marie Amelie Luise (ur. 7 sierpnia 1834 w Karlsruhe, zm. 6 kwietnia 1904 tamże) – księżniczka Badenii, od śmierci szwagra – księcia Leopolda III 8 grudnia 1875 księżna Lippe.

## Życiorys
Urodziła się jako bratanica wielkiego księcia Badenii Leopolda. Jej rodzicami byli młodszy brat monarchy – książę Wilhelm i jego żona księżna Elżbieta Aleksandra.
9 listopada 1858 w Karlsruhe poślubiła przyszłego księcia Lippe Waldemara. Para nie miała dzieci.